# Socket S1
Socket S1是AMD的CPU插座，支援Mobile Athlon 64、Mobile Sempron、Turion 64及Turion 64 X2系列。這款插座擁有638針，用以取代行動電腦版本的Socket 754。在未來或會出現使用Socket S1的桌上型電腦，一如供Pentium M使用的Socket 479也推出桌上型電腦版本。
這款插座支援DDR2記憶體、虛擬化技術及行動型雙核處理器，以便與英特爾的Merom系列處理器競爭。
這款插座與Socket F（伺服器）及Socket AM2（桌面）同為AMD的新一代CPU插座之一，同時也支援未來採用65納米製程的新處理器。

## 外部連結
- AMD Three-Year Technology Outlook （英文）